# Fédération nationale porcine
 (novembre 2014).
Si vous disposez d'ouvrages ou d'articles de référence ou si vous connaissez des sites web de qualité traitant du thème abordé ici, merci de compléter l'article en donnant les références utiles à sa vérifiabilité et en les liant à la section « Notes et références ».
La Fédération nationale porcine, est une des associations spécialisées de la FNSEA. François VALY en est le président.

Contexte et enjeux économique de la FNP : D'une part la compétitivité française est affaiblie par le manque d'investissement dans les abattoirs, un manque de cohésion entre producteurs pour s'unir sous une marque puissante, les normes environnementales et une image négative envers les ONG. D'autre part elle doit répondre à une demande grandissante des pays émergents. Ce qui entraîne des difficultés à l'export (32 % de sa production, contre 80 % pour les Pays-Bas, 48 % pour l’Allemagne et 35 % pour l’Espagne). Notamment avec la Chine, qui fournit 60 % de la production mondiale (d'où l'acquisition chinoise de terre agricole en Afrique et Europe pour le maïs et le soja). L'Asie est premier importateur mondial (les Usa leur fournissent 50 %, l'Europe 30 %)[réf. nécessaire]